# GoFetch
GoFetch — це сім'я криптографічних атак на недавні процесори Apple silicon, які використовують вбудований у процесор префетчер, залежний від даних пам'яті (DMP) для дослідження вмісту пам'яті. До вражених процесорів відносяться процесори серій M1, M2, M3 та A14.
DMP перевіряє вміст кеш-пам'яті на можливі значення вказівників і попередньо завантажує дані з цих місць у кеш, якщо воно помічає шаблони доступу до пам'яті, що вказують на те, що подальше слідування цим вказівникам буде корисним. Атаки GoFetch використовують ці спекулятивні кеш-фетчі для підриву різних криптографічних алгоритмів, використовуючи час доступу до пам'яті для екстракції даних з цих алгоритмів за допомогою атак по часу.
Автори GoFetch стверджують, що їм не вдалося реалізувати їхній експлойт на процесорі Intel Raptor Lake, який вони тестували, через обмежену функціональність DMP.

## Зовнішні посилання
- [Офіційний сайт  Офіційний вебсайт]